# Diospyros oleifera
Diospyros oleifera là một loài thực vật có hoa trong họ Thị. Loài này được W.C.Cheng mô tả khoa học đầu tiên năm 1935.